# Sis dies de Delhi
Els Sis dies de Delhi era una cursa de ciclisme en pista, de la modalitat de sis dies, que es corria a Delhi (Canadà). Només es va disputar una edició, el 1974. El 1941 s'havia disputat una cursa amateur.

## Palmarès
| Any  | Primers                                | Segons                        | Tercers                      |
| ---- | -------------------------------------- | ----------------------------- | ---------------------------- |
| 1974 | Giorgio Morbiato · Alberto Della Torre | Eddy Demedts · Norbert Seeuws | Klaus Bugdahl · Bernd Rasing |